# Kalendarium powstania warszawskiego – 8 sierpnia

## 8 sierpnia, wtorek

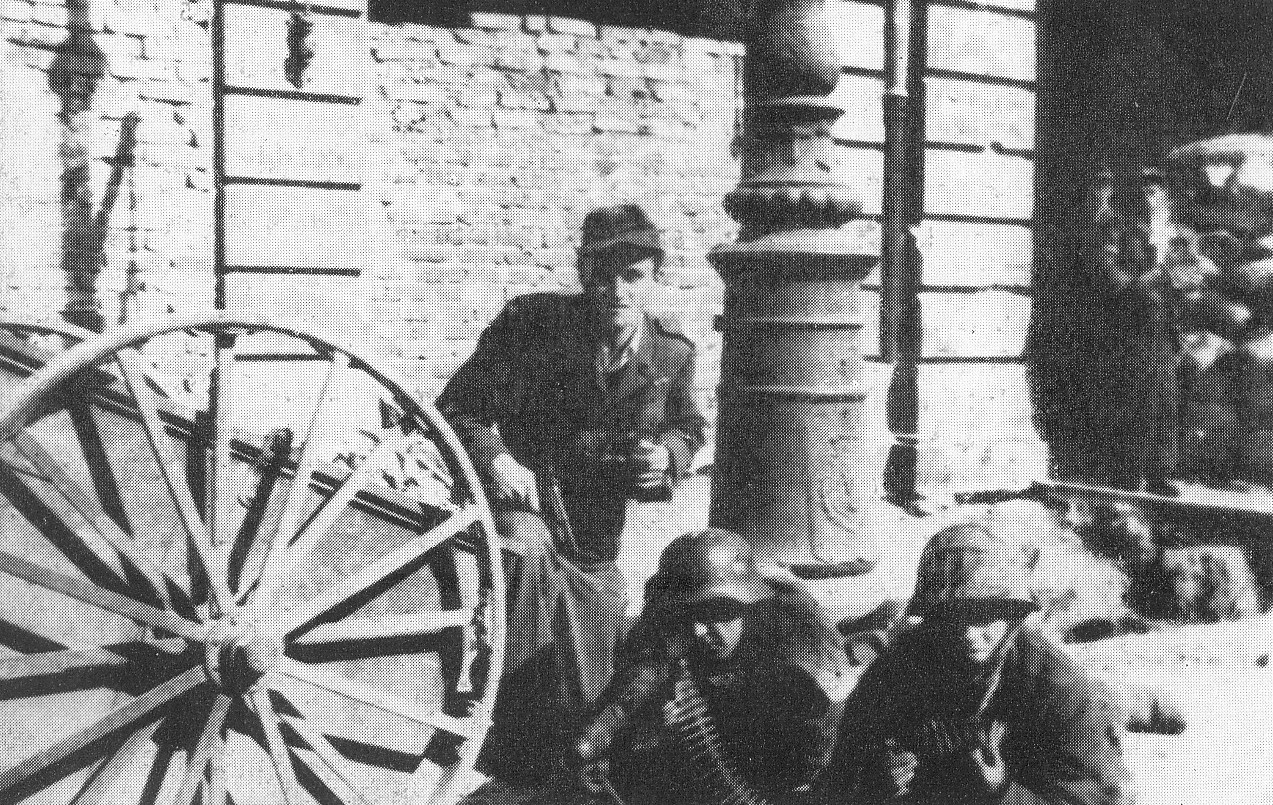
Powstańcy przy cekaemie

Ciężkie walki w rejonie ul. Okopowej i cmentarzy. Obrona szkoły przy ul. Okopowej 55 i fabryki Pfeiffera. Batalion „Czata 49” przeszedł na ul Stawki. Ciężko ranny został dowódca „Parasola” kpt. Adam Borys. Na Stare Miasto spadły bomby zapalające. Krytyczna sytuacja na Ochocie.
Niemcy poprzez place Teatralny i Bankowy nacierają na ulicę Bielańską i Ratusz, pędząc przed sobą w charakterze „żywych tarcz” kilka szeregów kobiet polskich z dziećmi. Atak załamuje się w ogniu bocznym powstańców, a większości zakładników udaje się dzięki pomocy AK-owców schronić na terenie opanowanym przez Polaków. Wiele kobiet ponosi jednak śmierć podczas wymiany ognia.
W ruinach Teatru Wielkiego Niemcy mordują około 350 cywilów – mężczyzn i chłopców zamieszkujących sąsiednie bloki mieszkalne.
Pierwsza audycja radiostacji AK „Błyskawica”, której siedziba mieściła się w budynku PKO (Pocztowa Kasa Oszczędności, ul. Jasna 9). Kierownikiem zespołu był Stanisław Zadrożny, natomiast Jan Nowak Jeziorański prowadził audycje w języku angielskim. Pracę spikera podjęli także Zbigniew Świętochowski, Zbigniew Jasiński, Jacek Wołowski oraz Mieczysław Ubysz.
Umiera pisarz Juliusz Kaden-Bandrowski, Tadeusz Maślonkowski i Antoni Szczęsny Godlewski (ps. „Antek Rozpylacz”).
W nocy 7 halifaxów i liberatorów z polskimi załogami dokonuje zrzutów w rejonie Śródmieścia. Wobec doniesień, że większość zasobników trafiła w ręce powstańców, gen. J. Slessor zezwala na wysłanie większej liczby samolotów, również z załogami brytyjskimi i południowoafrykańskimi.